# Hooibergen (Monet)
De hooibergen is een serie impressionistische schilderijen gemaakt door de Franse kunstschilder Claude Monet. Anders dan de in het Nederlands algemeen gebruikte titels aangeven betreft het stromijten, stapels graanschoven.
Monet maakte in Giverny diverse schilderijen van stromijten, de traditionele hoge stapels graan van tarwe, mogelijk ook gerst of haver (waaronder zich niet de bij hooibergen gebruikelijke ruiters bevinden). Hij schilderde ze vanuit diverse standpunten en onder verschillende weersomstandigheden. De schilderijen dateren uit 1890 en de lente en de oogsttijd van 1891.
De serie staat bekend om haar thematische gebruik van herhaling om verschillen in de waarneming van het licht te laten zien op verschillende tijdstippen op een dag en tijdens verschillende seizoenen en weertypes. De serie wordt beschouwd als een van de meest opmerkelijke werken van Monet.
Zes van de vijfentwintig hooibergstukken zijn momenteel gehuisvest in het Art Institute of Chicago in Chicago. Het Museum of Fine Arts in Boston bezit er twee en het Louvre in Parijs bezit er een.
Andere musea die een schilderij uit deze serie bezitten zijn het Hill-Stead Museum in Farmington Connecticut (waar ook een schilderij uit een eerdere serie van vijf van de oogst in 1888-1889 zich bevindt), National Gallery of Scotland in Edinburgh, Minneapolis Institute of Arts in Minneapolis, Kunsthaus Zürich in Zürich en het Shelburne Museum in Shelburne, Vermont. Ook in verscheidene privécollecties bevinden zich schilderijen met hooibergen. 

## Galerij

### Serie 1890-1891

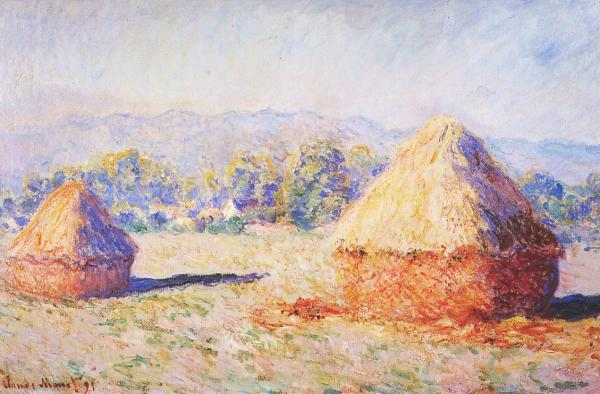
Grainstacks in the Sunlight, Morning Effect, 1890. Olieverf op doek. Privécollectie
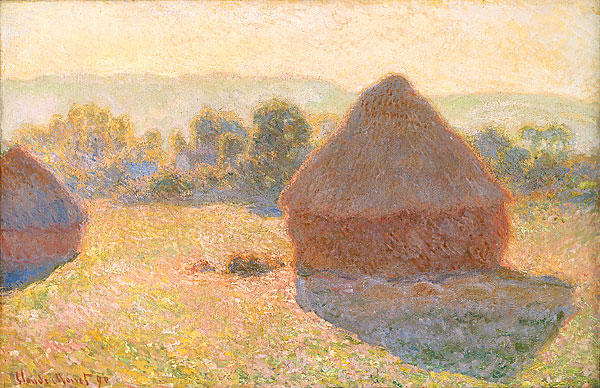
Haystacks, (Midday), 1890-91, National Gallery of Australia
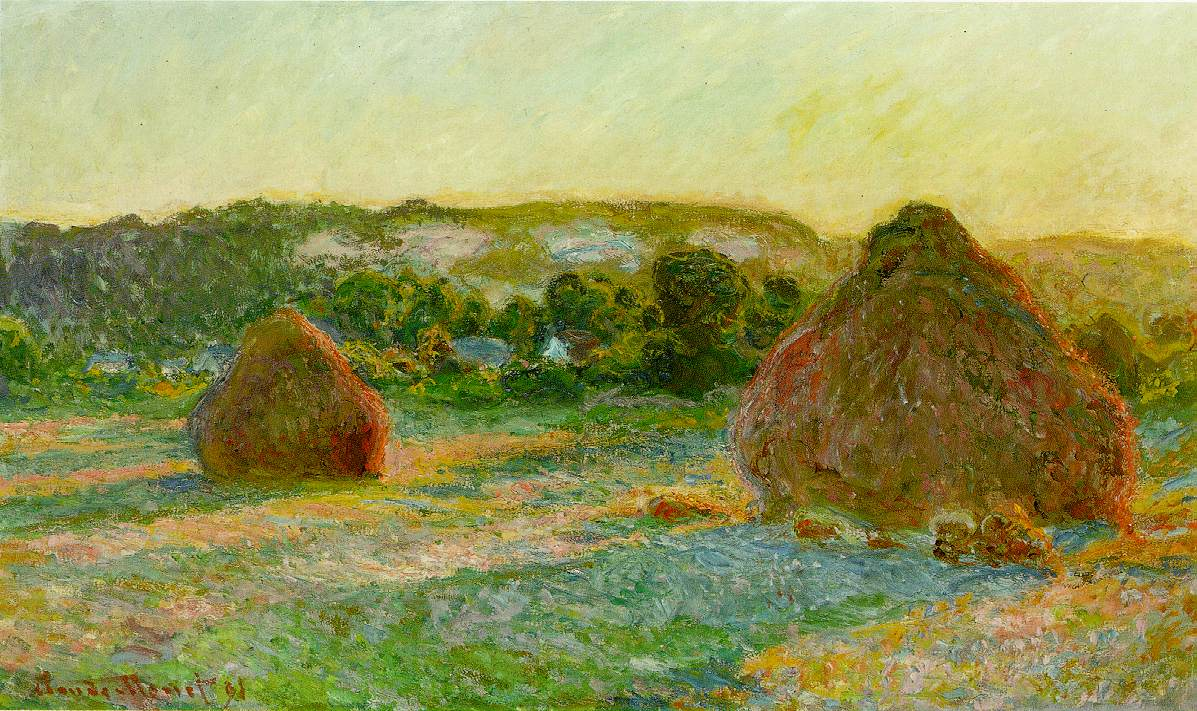
Wheatstacks (End of Summer), 1890-91. Olieverf op doek. Art Institute of Chicago
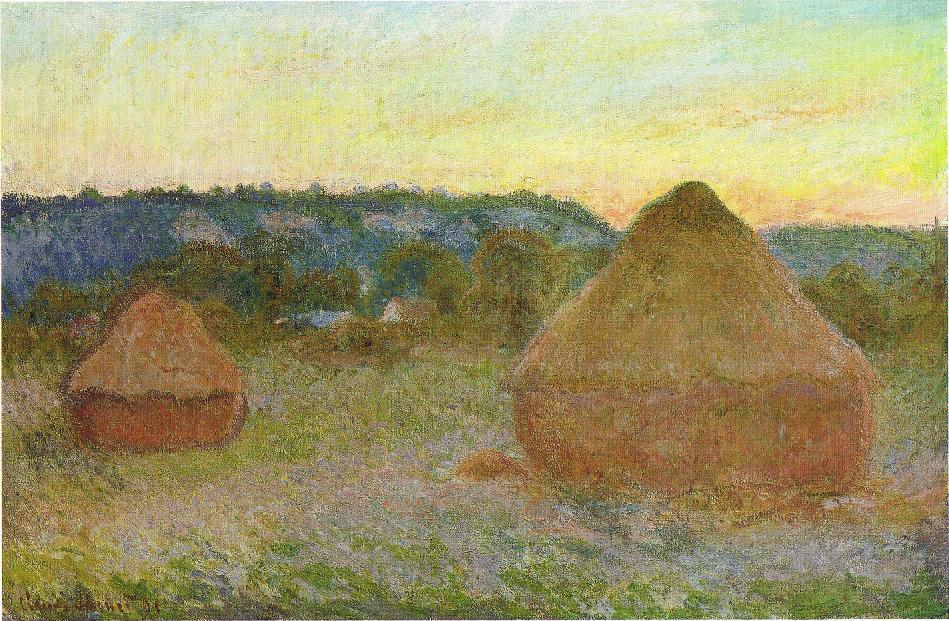
Wheatstacks, 1890-91. Olieverf op doek. Art Institute of Chicago.
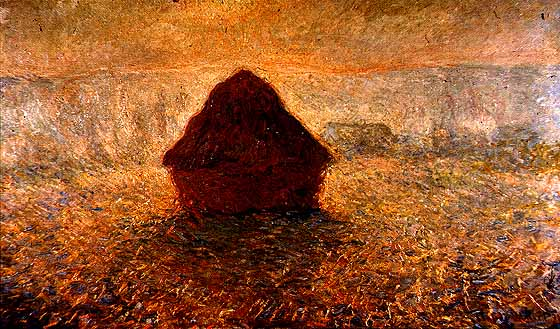
Haystacks on a Foggy Morning, 1891. Olieverf op doek. Privécollectie.
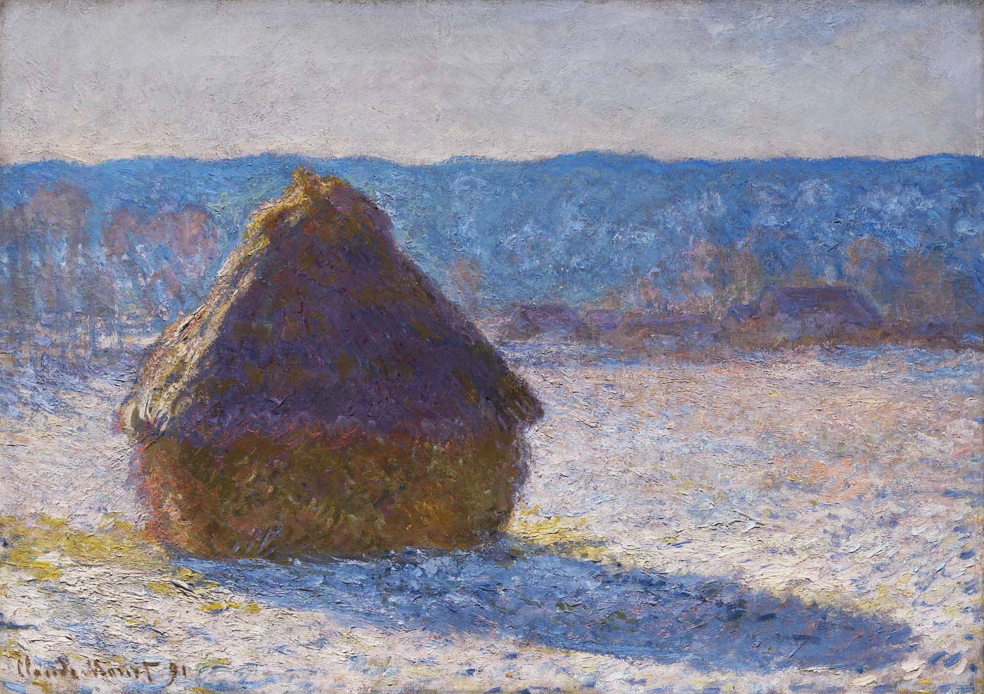
Haystack, Morning Snow Effect (Meule, Effet de Neige, le Matin), 1891. Olieverf op doek. Museum of Fine Arts.
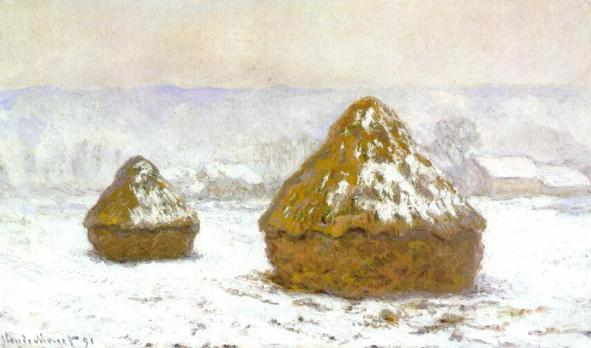
Grainstacks Snow Effect, (Meules, effet de neige), 1890-91. Olieverf op doek. Shelburne Museum, Shelburne.
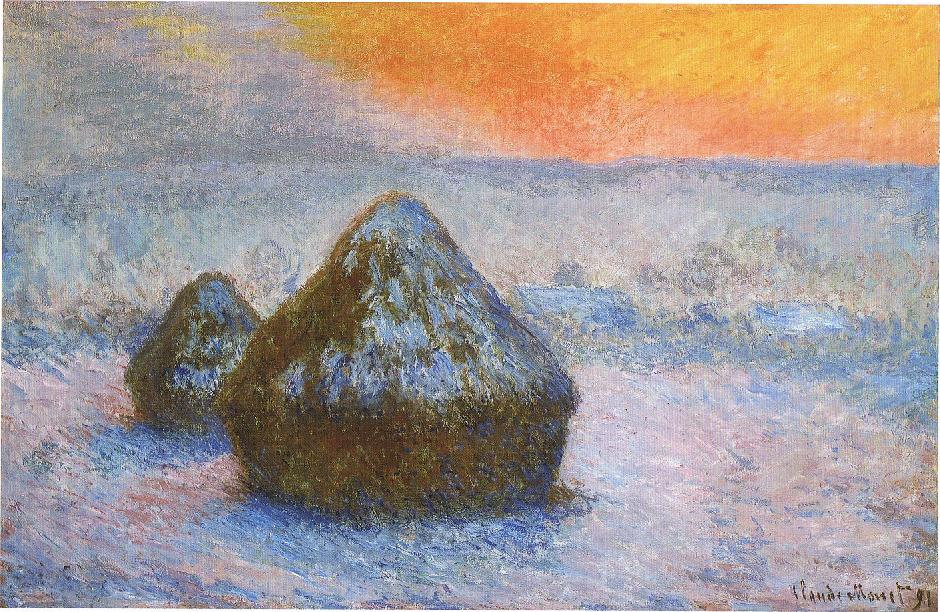
Wheatstacks (Sunset, Snow Effect), 1890-91. Olieverf op doek. Art Institute of Chicago.
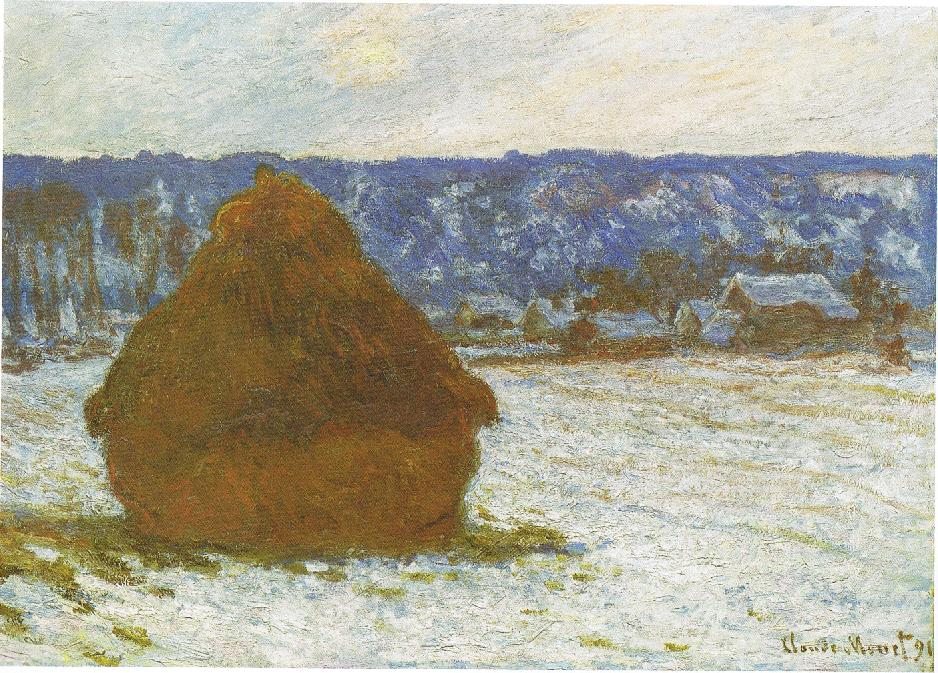
Wheatstack (Snow Effect, Overcast day) (Meule, effet de neige, temps couvert), 1890-91. Olieverf op doek. Art Institute of Chicago.
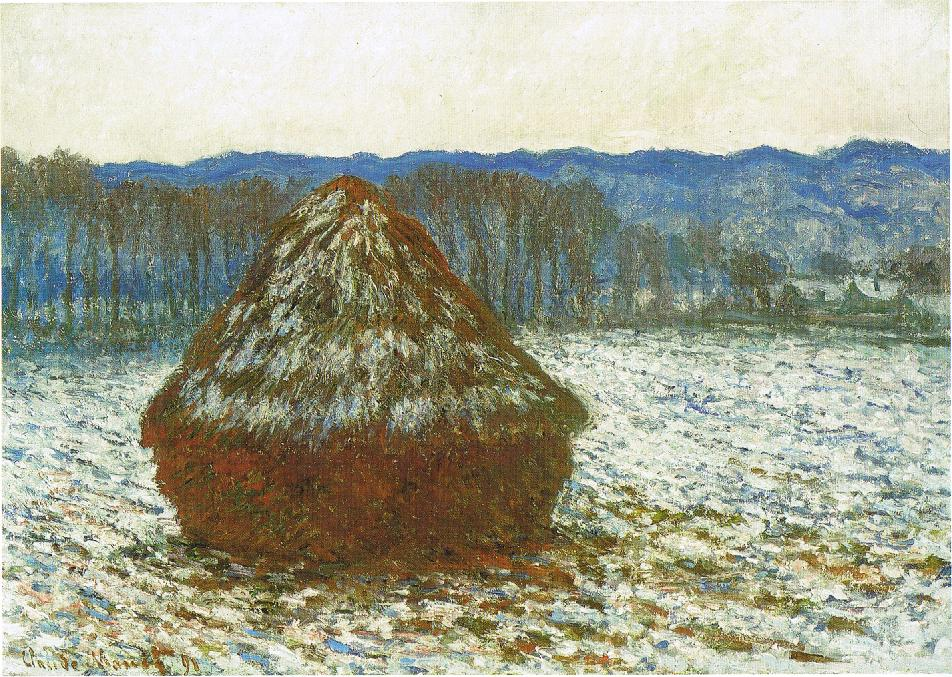
Wheatstack, 1890-91. Olieverf op doek. Art Institute of Chicago.
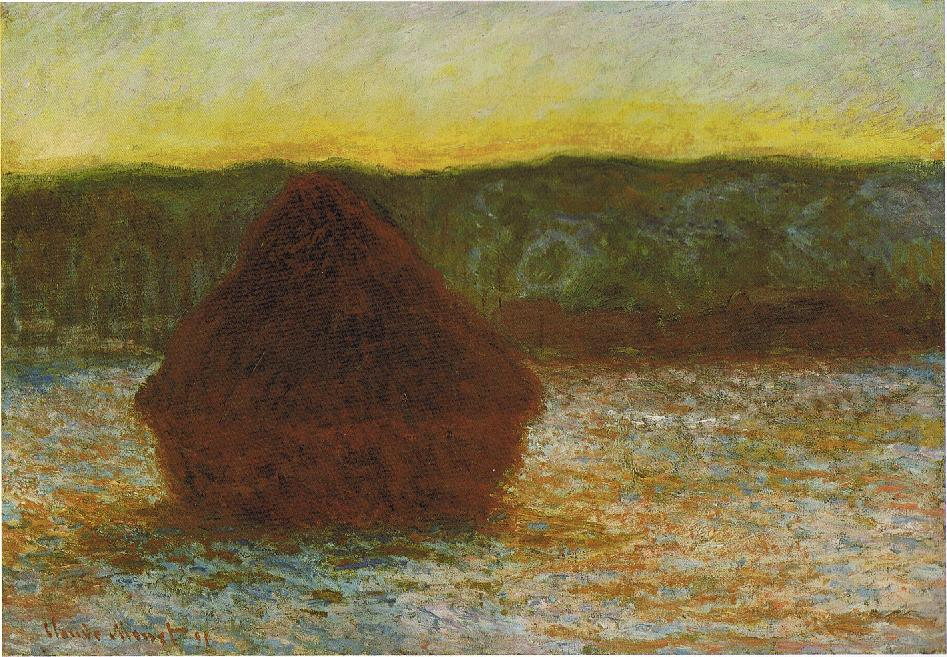
Wheatstack (Thaw, Sunset), 1890-91. Olieverf op doek. Art Institute of Chicago.
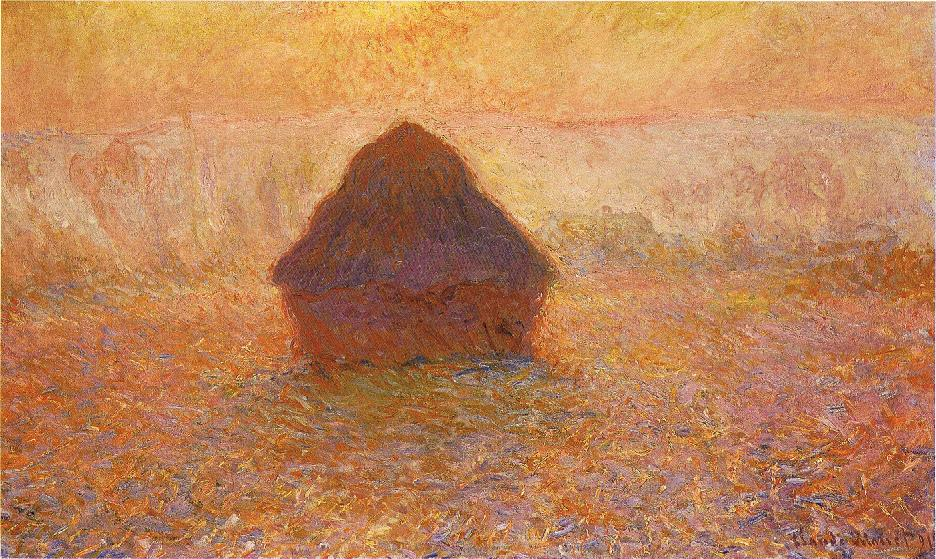
Wheatstack (Sun in the Mist), 1891. Olieverf op doek. Minneapolis Institute of Art.
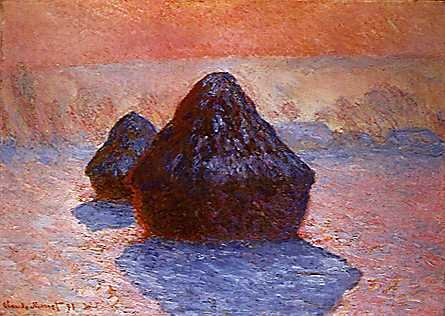
Grainstacks. (Snow effects; sunlight.), 1890-91. Olieverf op doek. National Gallery of Scotland, Edinburgh.
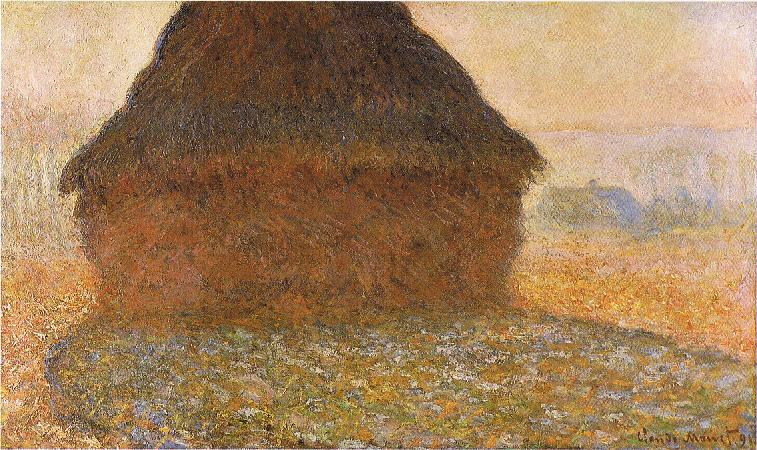
Grainstack in Sunshine, 1891. Olieverf op doek. Kunsthaus, Zurich.
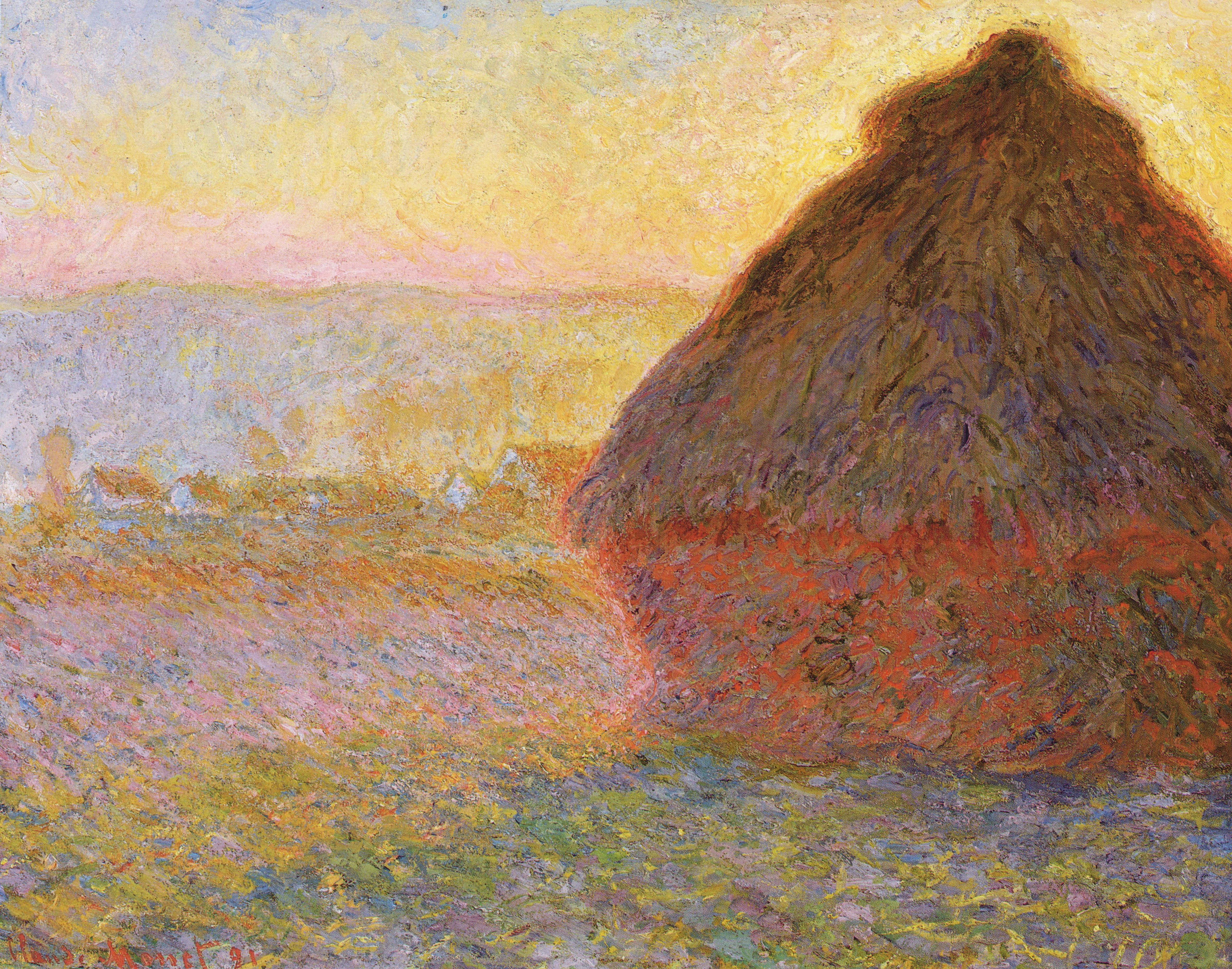
Grainstack. (Sunset.), 1890-91. Olieverf op doek. Museum of Fine ArtsBoston.
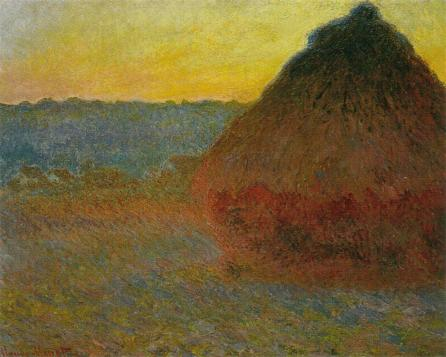
Grainstack in the Sunlight, 1891. Olieverf op doek. Privécollectie.

### 1888-1889

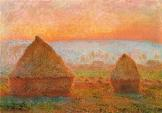
Grainstacks at Giverny, sunset, 1888-9. Olieverf op doek.
Grainstacks, White Frost Effect, 1889. Olieverf op doek. Hill-Stead Museum, Farmington, CT.
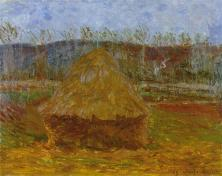
Grainstack at Giverny, 1888-9. Olieverf op doek.

Camille (1866) · Vrouwen in de tuin (ca. 1866) · Vrouw in een tuin (1867) · Terras in Sainte-Adresse (1867) · Regatta bij Sainte-Adresse (1867) · Het strand van Sainte-Adresse (1867) · Madame Louis Joachim Gaudibert (1868) · Bain à la Grenouillère (1869) · Hôtel des Roches Noires (1870) · Huizen aan de Achterzaan (1871) · Regatta bij Argenteuil (ca. 1872) · Impression, soleil levant (1873) · De spoorbrug bij Argenteuil (1873) · Camille Monet gezeten op een tuinbank (1873) · Klaprozen (1873) · Boulevard des Capucines (1873) · De lunch (1873-1874) · De brug bij Argenteuil (1874) · Le Pont de l'Europe, gare Saint-Lazare (1877) · Het Parc Monceau (1878) · De Rue Montorgueil in Parijs (1878) · Camille op haar sterfbed (1879) · Vrouw met parasol (1886)
Series: Hooibergen (1890-91) · Kathedraal van Rouen (1890-94) · Populieren (1891) · Londen, de parlementsgebouwen (1900-1904) · Waterlelies (ca. 1897 - 1926)